# Georges Schehadé

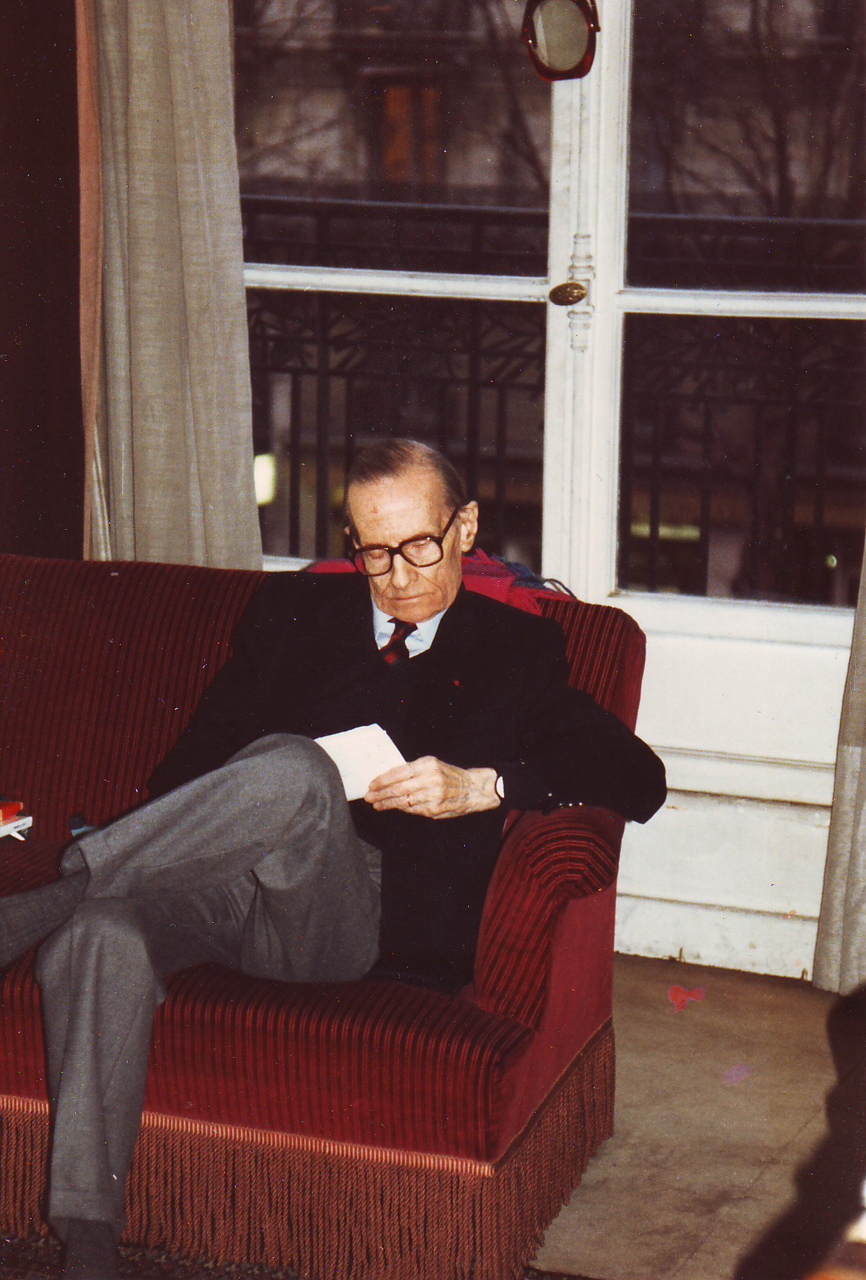
Georges Schehadé, Paris 1987

Georges Schehadé (* 2. November 1905 in Alexandria; † 17. Januar 1989 in Paris) war ein libanesischer Dichter und Dramatiker. Seine traum- und märchenhaften, oft alogischen Texte rückten ihn in die Nähe des Surrealismus. Er verfasste sein Werk auf Französisch, jedoch wurden drei seiner insgesamt sechs abendfüllenden Stücke auf deutschsprachigen Bühnen uraufgeführt.

## Leben und Werk
Schehadé, zweites von sechs Kindern einer orthodox christlichen Familie aus dem Libanon, wuchs zunächst in Alexandria in begüterten Verhältnissen auf, bevor die Familie nach Geldverlusten des Vaters nach Beirut zog. Er studierte Jura und arbeitete ab 1930 bei der französischen Mandatsverwaltung, 1945 wurde er Generalsekretär der im Jahr zuvor gegründeten École Supérieure des Lettres in Beirut.
Zu dieser Zeit hatte er mit seinen Dichtungen in seiner Heimat bereits große Aufmerksamkeit gefunden. Anfangs noch vorwiegend an der Sprache Verlaines und Rimbauds orientiert, entwickelte er im Lauf der Jahre eine immer reduziertere, konzentriertere Bildlichkeit. Ein Kritiker schrieb, Schehadé unterscheide sich „durch seine vollkommene Unterwerfung unter das Unbewusste und eine bewusste künstlerische Unnachgiebigkeit ... Er macht seine Gedichte nicht, sondern wacht über ihre Geburt.“ Durch die Förderung Saint-John Perses, der zuerst 1931 Gedichte Schehadés in seiner Zeitschrift Commerce veröffentlichte, wurde er auch einem französischen Publikum bekannt. Bei seiner ersten Europareise 1933 lernte er Perse, Max Jacob und Jules Supervielle persönlich kennen. Ab 1946 hielt er sich häufiger in Paris auf, 1948 begegnete er André Breton und nahm von da an regelmäßig an Treffen der Surrealisten teil.
1951 hatte Schehadés noch vor dem Krieg verfasstes Stück Monsieur Bob'le im Théâtre de la Huchette Premiere und stieß mit seiner surrealen Bilderfolge auf sehr geteilte Reaktionen bei den Kritikern. In den Wochen nach der Uraufführung wurde in der Presse etwas ausgetragen, was später als die bataille de Monsieur Bobl'le (die Schlacht um Monsieur Bob'le) bezeichnet wurde. Gegner und Befürworter lieferten sich heftige Wortgefechte. Schließlich gab André Breton in Le Figaro Littéraire den Startschuss zu einer Reihe sehr positiver Bewertungen des Stücks. Ihm folgten Beiträge von René Char, Georges Limbour, Benjamin Péret, Gérard Philipe und Henri Pichette.
Seine nächsten beiden Stücke, La Soirée des proverbes (Sprichwörterabend, 1954) und Histoire de Vasco (Die Geschichte von Vasco), wurden von Jean-Louis Barrault inszeniert. Letzteres wurde 1956 mit großem Erfolg im Schauspielhaus Zürich uraufgeführt. Das Stück erzählt die Geschichte eines Barbiers, der sich wider Willen in Kriegsgräuel verwickelt, und wurde wegen seines Antimilitarismus kritisiert. Histoire de Vasco war auch Gegenstand der Oper The Story of Vasco des britischen Komponisten Gordon Crosse (Libretto: Ted Hughes), die 1974 in Großbritannien, am London Coliseum, Weltpremiere hatte.
Im Jahr 1961 schließlich brachte Barrault noch das Stück Le Voyage (Die Reise) in Paris zur Uraufführung.
1958 wurde der Film Goha, zu dem Schehadé das Drehbuch schrieb, in Cannes ausgezeichnet (Prix Le Premier Regard). Die Veilchen erlebte 1960 am Schauspielhaus Bochum seine Weltpremiere: ein Stück über einen Wissenschaftler, der Kernspaltung mit Veilchen betreibt und damit den Weltuntergang auslöst. 1965 fand am Residenztheater (München) die Uraufführung von Der Auswanderer (L'Émigré de Brisbane) statt, worin das Erbe, das ein von seinem Heimatort vergessener reicher Mann dem unehelichen Kind vermacht, das er dort gezeugt haben will, Verwirrung auslöst. Das Stück wurde 1967 ins Repertoire der Comédie-Française aufgenommen.
Drei seiner insgesamt sechs abendfüllenden Stücke wurden in den 1960er Jahren in Deutschland als Fernsehfilme ausgestrahlt, so Die Reise (1965) (ZDF) u. a. mit Horst Tappert, Der Auswanderer (1967) (Bayerischer Rundfunk) u. a. mit Lukas Ammann und Die Geschichte von Vasco (1968) (ZDF) u. a. mit Heidelinde Weis.
1951 heiratete Schehadé die Französin Alice-Marie Collerais (1918–1998) und hatte einen Sohn, Elie-Philippe (* 1951). 1977 ließ er sich wegen des Krieges im Libanon endgültig in Paris nieder, wo er 1986 als erster Preisträger mit dem Grand Prix de la Francophonie ausgezeichnet wurde. Sein Grab befindet sich auf dem Cimetière Montparnasse.
Sowohl seine letzten Gedichte wie die Gesamtausgabe seiner Werke erschienen 1998 in Beirut (Éditions Dar An-Nahar).

## Werke

### Gedichte
- Étincelles, Edition de la Pensée latine, Paris 1928
- Poésies I, GLM, Paris 1938
- Poésies II, GLM, Paris 1948
- Poésies III, GLM, Paris 1949
- Poésies Zéro ou L'Écolier Sultan (geschrieben 1928/29), GLM, Paris 1950
- Si tu rencontres un ramier (später Poésies IV), GLM, Paris 1951
- Les Poésies (Poésie I–IV), Gallimard, Paris 1951
- Poésies V (1972)
- Le Nageur d'un seul amour (= Poésies VI), Gallimard, Paris 1985
- Poésies VII (letzte Gedichte), Editions Dar An-Nahar, Beyrouth 1998

### Dramen
- Monsieur Bob'le, Gallimard, Paris 1951
- La Soirée des proverbes, Gallimard, Paris 1954
- Histoire de Vasco, Gallimard, Paris 1956
- Les Violettes, Gallimard, Paris 1960
- Le Voyage, Gallimard, Paris 1961
- L'Émigré de Brisbane, Gallimard, Paris 1965
- L'Habit fait le prince (geschrieben 1957), Pantomime, Gallimard, Paris 1973

### Sonstiges
- Rodogune Sinne („Roman“, veröffentlicht Beirut 1942, Paris 1947; geschrieben 1929)
- Goha (Drehbuch zum gleichnamigen Film), 1958

### Deutsche Ausgaben
- Die Geschichte von Vasco. Ein Stück in sechs Bildern, deutsch von Herbert Meier, S. Fischer Verlag, Frankfurt 1958
- Sprichwörterabend, deutsch von Hanns von Winter, in: Joachim Schondorff (Hrsg.) Französisches Theater der Avantgarde. Audiberti, Tardieu, Schehadé, Adamov, Genet, Ionesco, Vian, Arrabal, Langen Müller Verlag,  München 1961, S. 115–193
- Die Veilchen, deutsch von Karl Günter Simon, in: Theater im S. Fischer Verlag I, S. Fischer Verlag, Frankfurt 1962
- Poesie I–VII, französisch – deutsch, Übers. Jürgen Brôcan, Verlag Hans Schiler, Berlin 2006
- Deutsche Auszüge in: Französische Literatur der Levante. Akzente H. 4, August 1997, S. 314–319

## Zitatnachweis
1. ↑  Der Kritiker André Simon bei einem Vortrag am 30. April 1937 in Beirut, zitiert in Danielle Baglione, Albert Dichy: Georges Schehadé. Poète des deux rives. 1905-1989, Paris: Éditions de l'IMEC, Éditions Dar An-Nahar 1999, S. 83
2. ↑   Die Reise von Georges Schehadé als Fernsehfilm des ZDF
3. ↑  Der Auswanderer von Georges Schehadé als Fernsehfilm des Bayerischen Rundfunks
4. ↑  Die Geschichte von Vasco von Georges Schehadé als Fernsehfilm des ZDF

| Personendaten    | Personendaten                        |
| ---------------- | ------------------------------------ |
| NAME             | Schehadé, Georges                    |
| KURZBESCHREIBUNG | libanesischer Dichter und Dramatiker |
| GEBURTSDATUM     | 2. November 1905                     |
| GEBURTSORT       | Alexandria                           |
| STERBEDATUM      | 17. Januar 1989                      |
| STERBEORT        | Paris                                |